# 阿纳马莱纳加尔
阿纳马莱纳加尔（Annamalai Nagar），是印度泰米尔纳德邦Cuddalore县的一个城镇。总人口8974（2001年）。

## 人口
该地2001年总人口8974人，其中男性3646人，女性5328人；0—6岁人口747人，其中男370人，女377人；识字率81.58%，其中男性为82.45%，女性为80.99%。